# Nassauische Synagogenbezirke
Die Nassauische Circumscription der Synagogenbezirke vom 7. Januar 1852 regelte im Herzogtum Nassau die Verwaltung der jüdischen Gemeinden und die Zuordnung der jüdischen Einwohner zu Synagogenbezirken.

## Inhalt
Diese Verordnung regelte den Aufbau der jüdischen Gemeindeverwaltungen: An der Spitze stand ein vom Staat ernannter Vorsteher, der von zwei aus der Gemeinde gewählten Vertretern unterstützt wurde. Ebenso wurden Regelungen über die Rechner der jüdischen Kultusgemeinden und den „Israelitischen Centralcultusfonds“ getroffen.

## Synagogenbezirke
Laut dem „Verordnungsblatt des Herzogthums Nassau“ vom 12. Januar 1852 wurden folgende Synagogenbezirke geschaffen.
I. Im Kreisamtsbezirk Hachenburg:
- A. Freilingen mit dem Ort Freilingen
- B. Grenzhausen mit dem Ort Grenzhausen
- C. Hachenburg mit den Orten Hachenburg, Altstadt und Alpenrod
- D. Höchstenbach mit den Orten Höchstenbach und Wahlrod
- E. Kirburg mit dem Ort Kirburg
- F. Kroppach mit dem Ort Kroppach
- G. Maxsain mit dem Ort Maxsain
- H. Mogendorf mit den Orten Mogendorf, Bielbach und Quirnbach
- I. Selters mit den Orten Selters, Nordhofen, Herschbach und Rückerod

II. Im Kreisamtsbezirk Hadamar:
- A. Ellar mit den Orten Ellar, Lahr, Hausen, Frickhofen, Langendernbach und Waldernbach
- B. Hadamar mit den Orten Hadamar, Thalheim und Offheim
- C. Mengerskirchen mit den Orten Mengerskirchen, Reichenborn und Neunkirchen
- D. Meudt mit den Orten Meudt und Hahn
- E. Weilburg mit den Orten Weilburg, Löhnberg, Waldhausen und Merenberg
- F. Weilmünster mit dem Ort Weilmünster

III. Im Kreisamtsbezirk Herborn:
- A. Beilstein mit dem Ort Beilstein
- B. Gemünden mit den Orten Gemünden und Rennerod
- C. Herborn mit dem Ort Herborn
- D. Westerburg mit den Orten Westerburg, Willmenrod und Weltersburg des Kreisamts Hadamar

IV. Im Kreisamtsbezirk Höchst:
- A. Breckenheim mit den Orten Breckenheim, Langenhain, Wildsachsen und Medenbach
- B. Kronberg mit dem Ort Kronberg
- C. Falkenstein mit den Orten Falkenstein, Königstein und Neuenhain
- D. Flörsheim mit den Orten Flörsheim, Weilbach, Wicker und Eddersheim
- E. Hattersheim mit dem Ort Hattersheim
- F. Heddernheim mit den Orten Heddernheim und Eschborn
- G. Hochheim mit dem Ort Hochheim
- H. Höchst mit den Orten Höchst, Griesheim und Unterliederbach
- I. Hofheim mit dem Ort Hofheim
- K. Niederhofheim mit den Orten Niederhofheim und Oberliederbach
- L. Oberursel mit den Orten Oberursel und Bommersheim
- M. Okriftel mit dem Ort Okriftel
- N. Soden mit dem Ort Soden
- O. Wallau mit den Orten Wallau, Diedenbergen, Massenheim, Delkenheim, Nordenstadt und Igstadt

V. Im Kreisamtsbezirk Idstein:
- A. Anspach mit den Orten Anspach und Rod am Berg
- B. Camberg mit den Orten Camberg, Walsdorf und Eisenbach
- C. Cleeberg mit den Orten Cleeberg, Espa und Brandoberndorf
- D. Grävenwiesbach mit dem Ort Grävenwiesbach
- E. Idstein mit den Orten Idstein und Esch
- F. Schmitten mit dem Ort Schmitten
- G. Steinfischbach mit dem Ort Steinfischbach
- H. Usingen mit den Orten Usingen und Eschbach
- I. Wehrheim mit den Orten Wehrheim und Kransberg

VI. Im Kreisamtsbezirk Langenschwalbach:
- A. Holzhausen mit den Orten Holzhausen und Breithardt
- B. Kemel mit den Orten Kemel, Springen, Langschied und Hohenstein
- C. Langenschwalbach mit den Orten Langenschwalbach, Schlangenbad, Bärstadt und Hausen
- D. Laufenselden mit den Orten Laufenselden, Grebenroth und Reckenroth
- E. Miehlen mit dem Ort Miehlen
- F. Nastätten mit den Orten Nastätten, Buch, Obertiefenbach und Holzhausen
- G. Kettenbach mit den Orten Kettenbach, Rückershausen, Hausen, Daisbach und Allendorf
- H. Ruppertshofen mit den Orten Ruppertshofen, Bogel und Kasdorf
- I. Wehen mit den Orten Wehen und Bleidenstadt
- K. Zorn mit den Orten Zorn, Dickschied, Lipporn und Welterod des Kreisamts Rüdesheim

VII. Im Kreisamtsbezirk Limburg:
- A. Diez mit den Orten Diez, Freiendiez, Aull, Cramberg, Balduinstein und Flacht
- B. Hahnstätten mit den Orten Hahnstätten, Oberneisen, Niederneisen und Kaltenholzhausen
- C. Holzappel mit den Orten Holzappel, Dörnberg, Isselbach, Langenscheid und Eppenrod
- D. Kirberg mit den Orten Kirberg, Dauborn und Mensfelden
- E. Laubuseschbach mit den Orten Laubuseschbach, Wolfenhausen, Blessenbach und Hasselbach des Kreisamts Idstein
- F. Limburg mit den Orten Limburg, Dehrn und Staffel
- G. Münster mit dem Ort Münster
- H. Runkel mit den Orten Runkel, Schadeck, Hofen und Ennerich
- I. Schupbach mit den Orten Schupbach, Obertiefenbach, Heckholzhausen, Gaudernbach und Wirbelau
- K. Villmar mit den Orten Villmar und Aumenau
- L. Wasenbach mit dem Ort Wasenbach
- M. Weyer mit den Orten Weyer und Oberbrechen

VIII. Im Kreisamtsbezirk Nassau:
- A. Ems mit dem Ort Ems
- B. Frücht mit den Orten Frücht, Nievern, Fachbach und Braubach
- C. Gemmerich mit den Orten Gemmerich, Kehlbach und Niederbachheim
- D. Kördorf mit den Orten Kördorf, Bremberg, Seelbach, Attenhausen und Herold des Kreisamts Langenschwalbach
- E. Montabaur mit den Orten Montabaur und Wirges
- F. Nassau mit den Orten Nassau und Dausenau
- G. Niederlahnstein mit dem Ort Niederlahnstein
- H. Oberlahnstein mit dem Ort Oberlahnstein
- I. Osterspai mit dem Ort Osterspai
- K. Singhofen mit den Orten Singhofen, Geisig, Niedertiefenbach und Roth

IX. Im Kreisamtsbezirk Rüdesheim
- A. Bornich mit den Orten Bornich und Niederwallmenach
- B. Eltville mit den Orten Eltville, Erbach, Kiedrich, Rauenthal, Oestrich und Mittelheim
- C. Rüdesheim mit den Orten Rüdesheim, Geisenheim, Eibingen, Winkel und Johannisberg
- D. St. Goarshausen mit dem Ort Sankt Goarshausen
- E. Weyer mit den Orten Weyer, Nochern und Lierschied

X. Im Kreisamtsbezirk Wiesbaden:
- A. Biebrich-Mosbach mit dem Ort Biebrich-Mosbach
- B. Bierstadt mit den Orten Bierstadt, Kloppenheim und Erbenheim
- C. Schierstein mit den Orten Schierstein und Frauenstein
- D. Wiesbaden mit den Orten Wiesbaden, Sonnenberg und Dotzheim